# Нови Бановци
Нови Бановци су насеље у Србији у општини Стара Пазова у Сремском округу на десној обали Дунава, удаљено 12 km узводно од Земуна. Место је удаљено од Батајнице 3 km. Према попису из 2022. било је 8796 становника.

## Географија
Насеље је спојено са Старим Бановцима са којима чини једну целину, познату и као Бановци, који имају око 16.000 становника. Поред места пролази ауто-пут Е-75 који представља главну везу Нових Бановаца и Београда, као и везу Нових Бановаца и Новог Сада који је удаљен 60 km.
Кроз насеље пролази и регионални пут који повезује Бановце са Батајницом, Земуном, Београдом, Угриновцима, Добановцима, Сурчином као и регионални пут који повезује Бановце са подунавским селима Белегишом, Сурдуком, Новим и Старим Сланкаменом, Крчедином, Бешком, а потом са Сремским Карловцима и Новим Садом. Такође постоје и регионални путеви Бановци-Нова Пазова-Шимановци и Бановци-Стара Пазова-Инђија-Голубинци-Путинци-Рума-Сремска Митровица.

## Историја
Подручје на којем се налазе Нови Бановци насељавано је још од давнина. У центру насеља постоји римско археолошко налазиште Бургена лат. Burgenae. Нови Бановци представљали су раскрсницу Истока и Запада а и дан данас у центру места постоји кућа под називом „Јанескина кафана“ која је у турско време служила као коначиште за све војнике и трговце који су путовали за Истанбул и Беч.
За време Другог светског рата било је велико упориште усташа којих је било много у Новим Бановцима а пре Другог светског рата скоро половина становника били су Немци, тј. Фолксдојчери. После завршетка Другог светског рата Хрвата је било највише насељених у Новим Бановцима да би та слика почела да се мења 1950. године колонизацијом, када Нове Бановце почињу да насељавају Срби из Далмације, Босне и из осталих крајева Србије.
Место је почело нагло да се развија почетком 1980. године када између Нових и Старих Бановаца ниче стамбено насеље Бановци-Дунав популарно названо „Каблар“, по истоименој фирми из Краљева, која је изградила ово насеље. Прве стамбене зграде усељене су 1985. године. Услед већег прилива становништва последњих петнаест година насеље се шири великом брзином. Насеље Каблар или насеље Сунца како су га неки називали било је замишљено као радничко насеље и представљало је спону између Старих и Нових Бановаца. Некадашња викенд зона претворена је у стамбено-пословни комплекс са свим пратећим садржајима.

## Инфраструктура
У Новим Бановцима се налази амбуланта с апотеком, која је у потпуности реновирана 2010. године, пошта, стара католичка Црква Девице Марије, новоизграђени православни Храм Светог Василија Острошког у византијском стилу, Основна школа „Никола Тесла” основана 1830. године, Предшколска установа „Радост” и дом културе. У насељу постоји Културно-уметничко друштво „Бранко Радичевић”, Фудбалски клуб „Омладинац” основан 1947, са стадионом и Кошаркашки клуб „Омладинац”, основан 2002. године, одбојкашки клуб, шаховски клуб и црквени хор „Василије Острошки.
Овде се налазе споменик културе Кућа у Новим Бановцима и Црква Светог Василија Острошког у Новим Бановцима.
Кроз центар Нових Бановаца пролази (мада недовршена) бициклистичка стаза.

## Демографија
У насељу Нови Бановци живи 7543 пунолетна становника, а просечна старост становништва износи 38,2 година (37,5 код мушкараца и 38,9 код жена). У насељу има 3154 домаћинства, а просечан број чланова по домаћинству је 2,97.
Ово насеље је углавном насељено Србима (према попису из 2002. године), а у последња три пописа, примећен је пораст у броју становника.
|             | \| Демографија[8] \| Демографија[8] \| Демографија[8] \| \| Година \| Становника \| Становника \| \| -------------- \| -------------- \| -------------- \| \| 1948. \| 1.341 \| \| \| 1953. \| 1.451 \| \| \| 1961. \| 1.592 \| \| \| 1971. \| 1.842 \| \| \| 1981. \| 4.077 \| \| \| 1991. \| 6.354 \| 6.220 \| \| 2002. \| 9.358 \| 9.796 \| \| 2011. \| 9.443 \| \| |            |
| Демографија | |            |
| Година      | Становника | Становника |
| 1948.       | 1.341 |            |
| 1953.       | 1.451 |            |
| 1961.       | 1.592 |            |
| 1971.       | 1.842 |            |
| 1981.       | 4.077 |            |
| 1991.       | 6.354 | 6.220      |
| 2002.       | 9.358 | 9.796      |
| 2011.       | 9.443 |            |

| Етнички састав према попису из 2002.‍ | Етнички састав према попису из 2002.‍ | Етнички састав према попису из 2002.‍ | Етнички састав према попису из 2002.‍ | Етнички састав према попису из 2002.‍ |
| ------------------------------------ | ------------------------------------ | ------------------------------------ | ------------------------------------ | ------------------------------------ |
|                                      |                                      |                                      |                                      |                                      |
| Срби                                 | Срби                                 |                                      | 8.116                                | 86,72%                               |
| Хрвати                               | Хрвати                               |                                      | 331                                  | 3,53%                                |
| Југословени                          | Југословени                          |                                      | 176                                  | 1,88%                                |
| Црногорци                            | Црногорци                            |                                      | 72                                   | 0,76%                                |
| Роми                                 | Роми                                 |                                      | 38                                   | 0,40%                                |
| Македонци                            | Македонци                            |                                      | 31                                   | 0,33%                                |
| Мађари                               | Мађари                               |                                      | 30                                   | 0,32%                                |
| Словаци                              | Словаци                              |                                      | 29                                   | 0,30%                                |
| Муслимани                            | Муслимани                            |                                      | 27                                   | 0,28%                                |
| Горанци                              | Горанци                              |                                      | 26                                   | 0,27%                                |
| Руси                                 | Руси                                 |                                      | 7                                    | 0,07%                                |
| Бошњаци                              | Бошњаци                              |                                      | 6                                    | 0,06%                                |
| Немци                                | Немци                                |                                      | 5                                    | 0,05%                                |
| Словенци                             | Словенци                             |                                      | 3                                    | 0,03%                                |
| Албанци                              | Албанци                              |                                      | 3                                    | 0,03%                                |
| Украјинци                            | Украјинци                            |                                      | 2                                    | 0,02%                                |
| Чеси                                 | Чеси                                 |                                      | 1                                    | 0,01%                                |
| Власи                                | Власи                                |                                      | 1                                    | 0,01%                                |
| Буњевци                              | Буњевци                              |                                      | 1                                    | 0,01%                                |
| непознато                            | непознато                            |                                      | 211                                  | 2,25%                                |

| \| \| м \| \| \| ж \| \| ? \| 83 \| \| \| 57 \| \| 80+ \| 32 \| \| \| 62 \| \| 75—79 \| 74 \| \| \| 97 \| \| 70—74 \| 129 \| \| \| 174 \| \| 65—69 \| 202 \| \| \| 250 \| \| 60—64 \| 271 \| \| \| 256 \| \| 55—59 \| 283 \| \| \| 252 \| \| 50—54 \| 428 \| \| \| 455 \| \| 45—49 \| 394 \| \| \| 458 \| \| 40—44 \| 319 \| \| \| 344 \| \| 35—39 \| 257 \| \| \| 287 \| \| 30—34 \| 317 \| \| \| 299 \| \| 25—29 \| 345 \| \| \| 372 \| \| 20—24 \| 407 \| \| \| 343 \| \| 15—19 \| 298 \| \| \| 359 \| \| 10—14 \| 290 \| \| \| 276 \| \| 5—9 \| 250 \| \| \| 221 \| \| 0—4 \| 212 \| \| \| 205 \| \| Просек : \| 37,5 \| \| \| 38,9 \| |      |  |  |      |
| |      |  |  |      |
| | м    |  |  | ж    |
| ? | 83   |  |  | 57   |
| 80+ | 32   |  |  | 62   |
| 75—79 | 74   |  |  | 97   |
| 70—74 | 129  |  |  | 174  |
| 65—69 | 202  |  |  | 250  |
| 60—64 | 271  |  |  | 256  |
| 55—59 | 283  |  |  | 252  |
| 50—54 | 428  |  |  | 455  |
| 45—49 | 394  |  |  | 458  |
| 40—44 | 319  |  |  | 344  |
| 35—39 | 257  |  |  | 287  |
| 30—34 | 317  |  |  | 299  |
| 25—29 | 345  |  |  | 372  |
| 20—24 | 407  |  |  | 343  |
| 15—19 | 298  |  |  | 359  |
| 10—14 | 290  |  |  | 276  |
| 5—9 | 250  |  |  | 221  |
| 0—4 | 212  |  |  | 205  |
| Просек : | 37,5 |  |  | 38,9 |

| Година пописа     | 1948. | 1953. | 1961. | 1971. | 1981. | 1991. | 2002. |
| ----------------- | ----- | ----- | ----- | ----- | ----- | ----- | ----- |
| Број домаћинстава | 321   | 367   | 414   | 485   | 1.210 | 1.907 | 3.154 |

| Број чланова      | 1   | 2   | 3   | 4   | 5   | 6   | 7  | 8  | 9 | 10 и више | Просек |
| ----------------- | --- | --- | --- | --- | --- | --- | -- | -- | - | --------- | ------ |
| Број домаћинстава | 608 | 718 | 658 | 765 | 249 | 104 | 28 | 13 | 5 | 6         | 2,97   |

| Пол    | Укупно | Неожењен/Неудата | Ожењен/Удата | Удовац/Удовица | Разведен/Разведена | Непознато |
| ------ | ------ | ---------------- | ------------ | -------------- | ------------------ | --------- |
| Мушки  | 3.839  | 1.143            | 2.378        | 127            | 104                | 87        |
| Женски | 4.065  | 950              | 2.383        | 533            | 162                | 37        |
| УКУПНО | 7.904  | 2.093            | 4.761        | 660            | 266                | 124       |

| Пол    | Укупно                    | Пољопривреда, лов и шумарство | Рибарство                            | Вађење руде и камена | Прерађивачка индустрија       |
| ------ | ------------------------- | ----------------------------- | ------------------------------------ | -------------------- | ----------------------------- |
| Мушки  | 1.852                     | 42                            | 3                                    | 3                    | 535                           |
| Женски | 1.274                     | 35                            | 0                                    | 2                    | 310                           |
| Укупно | 3.126                     | 77                            | 3                                    | 5                    | 845                           |
|        |                           |                               |                                      |                      |                               |
| Пол    | Производња и снабдевање   | Грађевинарство                | Трговина                             | Хотели и ресторани   | Саобраћај, складиштење и везе |
| Мушки  | 31                        | 192                           | 312                                  | 41                   | 230                           |
| Женски | 4                         | 24                            | 310                                  | 48                   | 44                            |
| Укупно | 35                        | 216                           | 622                                  | 89                   | 274                           |
|        |                           |                               |                                      |                      |                               |
| Пол    | Финансијско посредовање   | Некретнине                    | Државна управа и одбрана             | Образовање           | Здравствени и социјални рад   |
| Мушки  | 8                         | 64                            | 107                                  | 32                   | 29                            |
| Женски | 19                        | 67                            | 35                                   | 78                   | 148                           |
| Укупно | 27                        | 131                           | 142                                  | 110                  | 177                           |
|        |                           |                               |                                      |                      |                               |
| Пол    | Остале услужне активности | Приватна домаћинства          | Екстериторијалне организације и тела | Непознато            | Непознато                     |
| Мушки  | 28                        | 0                             | 0                                    | 195                  | 195                           |
| Женски | 47                        | 2                             | 0                                    | 101                  | 101                           |
| Укупно | 75                        | 2                             | 0                                    | 296                  | 296                           |

## Галерија
- Католичка црква Блажене Дјевице Марије у Новим Бановцима
- Бивша евангелистичка реформатска црква у Новим Бановцима, срушена 1944.[11]
- Зграда у центру Нових Бановаца на чијем је месту, до 1944., била евангелистичка реформаторска црква
- Православна црква Светог Василија Острошког
- Мањи старији споменик у Новим Бановцима поред већег. Уклоњен је средином октобра и спомен плоче су добиле нови облик
- Старији споменик у Новим Бановцима који је био видљив до средине октобра 2019.
- Од половине октобра 2019. стари споменик се налази унутар новог, јер је нови настао облагањем старог - црним мермером.
- Најстарија кућа у Новим Бановцима из 1730. године
- Део основне школе Никола Тесла у Новим Бановцима
- Натпис о називу основне школе у Новим Бановцима